# 能見真優華
能見 真優華（のうみ まゆか、1993年1月4日 - ）は、日本の医師、モデルである。神奈川県出身。神奈川育ち。

## 経歴
2016年9月に放送された『ものまねグランプリ2016』（日本テレビ）に佐々木希似の現役医学生として出演し、話題になった。同年10月には、LINE NEWSやモデルプレスにも掲載された。自身もファンという佐々木が専属モデルを務めるファッション誌『with』（講談社）の読者モデルも務めた。同誌11月号（9月28日発売）では、能見がモデルとなったメイク特集が6ページにわたって掲載され、佐々木希風メイクについても語った。サロンモデルも務めたが、学業に専念するため、『ものまねグランプリ』出演翌月の2016年10月にモデル活動を休止する。
2018年8月19・20・21日、にったとのうみ展「TIMELESS」という自身の写真展を開く。
2019年3月に東海大学医学部を卒業し、4月から東京で仕事をしている。現在は退職し、クリニックを経営する実家の手伝いなどをしている。
2020年に学生時代の同級生で医師である男性と結婚したことを、自身のインスタグラムで公表している。

## 人物
身長164cm。
趣味は映画、漫画、買い物、岩盤浴、カフェ巡り。
医者を目指したきっかけは、「小さいころからネガティブで趣味も特技もなかったことに悩んでいて、大好きな友達が悩んでたり具合が悪そうなときに何もできない自分が嫌で、いつか必要とされたときに返せるような人間になりたいと思ったから」であった。